# Ixora sulaensis
Ixora sulaensis är en måreväxtart som beskrevs av Cornelis Eliza Bertus Bremekamp. Ixora sulaensis ingår i släktet Ixora och familjen måreväxter. Inga underarter finns listade i Catalogue of Life.